# Casa del Fascio (Como)
La Palazzo Terragni o Casa del Fascio és un edifici de la localitat de Como, situada al nord d'Itàlia, d'estil racionalista, obra de l'arquitecte italià Giuseppe Terragni. Les obres d'aquest edifici administratiu d'Estil Internacional van començar en 1932 i van ser concloses en 1936 durant el mandat de Benito Mussolini. D'aquesta obra mestra de Giuseppe Terragni es desprèn la seua inquietud creativa en l'àmbit dels seus ideals racionalistes. És un prisma perfecte, planta quadrada amb costat de 33,20m i altura 16,60m, que correspon exactament a la meitat. Les façanes no són lliures pel que fa a l'armadura estructural, al contrari, s'involucren per a extraure una profunditat inherent al concepte.